# Ташир-Дзорагетское царство
Таши́р-Дзораге́тское ца́рство (арм. Տաշիր-Ձորագետի թագավորություն), также ца́рство Кюрики́дов или Лори́йское ца́рство, — армянское феодальное государство на севере Восточной Армении, существовавшее с 978 до 1113 года.

## История

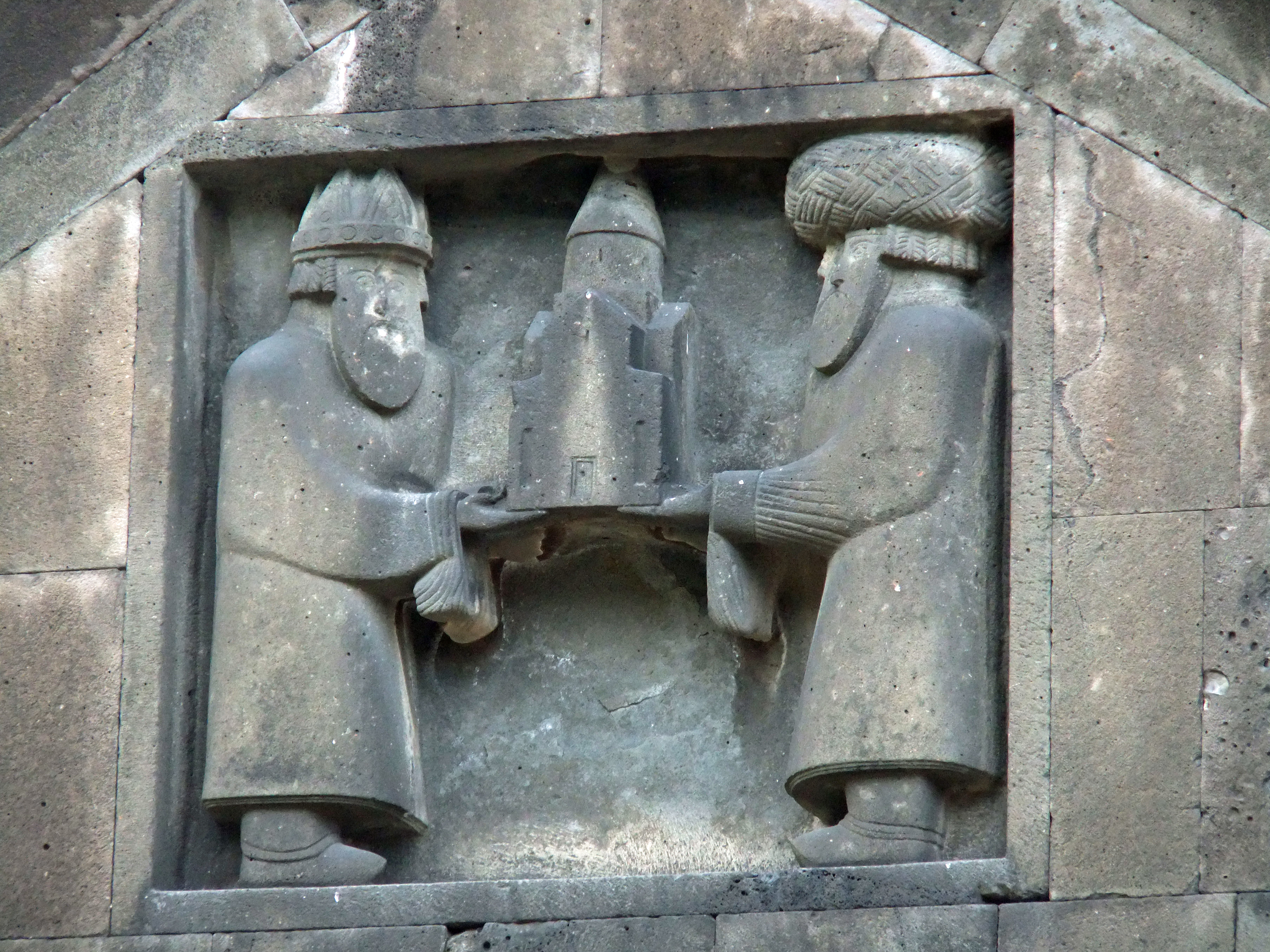
Шахиншах Армении Смбат II (справа) и его младший брат царь Ташир-Дзорагета Гурген I на ктиторской скульптуре Ахпата, 976—991 годы

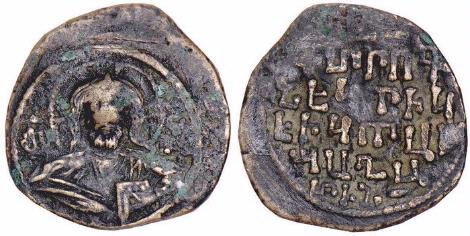
Монеты Багратидов (Кюрикидов) Ташир-Дзорагета, вторая половина XI века

Ташир-Дзорагетское царство включало восточные области провинции Гугарк — гавары Ташир, Дзорапор, Кохб и др., а также часть Варажнуника. После восстановления суверенитета Армении с конца IX века указанные области находились в составе Армянского царства и управлялись наместниками из рода Гнтуни. Вскоре власть была передана представителям из рода армянских Багратидов.
Основателем Ташир-Дзорагетского царства становится сын Ашота III Милостивого князь Гурген, или, как его ещё звали, Кюрике, правивший в 978—989 гг. Последний был признан вассальным от анийских Багратидов царём Ташир-Дзорагета и стал основателем  новой ветви армянских Багратидов — династии Кюрикянов (Кюрикидов). Багратиды Ани сохраняли права азгапета — старшего члена династии. Изначально центром царства являлась крепость Самшвилде, а с 1065 года, при Гургене II (ок. 1048—1089 гг.), столицей царства становится город-крепость Лори. Она была основана незадолго до этого царём Ташир-Дзорагета Давидом I Безземельным. В X—XI веках были построены также крепости Каян, Махканаберд, Гаг и т. д., которые охраняли также важные торговые пути.
Наибольшего расцвета царство достигло при преемнике Гургена Давиде I Безземельном (ок. 996—1048 гг.), который расширил владения царства за счёт Тифлисского и Гянджинского эмиратов. Примерно в 1040 г. эмиры Гянджи из курдской династии Шаддадидов безуспешно пытались захватить ряд территорий Ташир-Дзорагета. Известно также, что Давид I попробовал добиться независимости от анийских Багратидов, но восстание было жестоко подавлено царём Гагиком I Багратуни. Войска Давида I были разгромлены, «вследствие которого Давид должен был жить в покорности в отношении к Гагику как сын к отцу», — пишет историк начала XI века Степанос Таронеци.
С падением единого Армянского царства в 1045 году, Ташир-Дзорагетское царство становится независимым как юридически, так и фактически.
В середине XI века, после сельджукских завоеваний Алп-Арслана, Ташир-Дзорагет и Сюник остаются единственными областями Армении, не подвергшимися завоеванию. В 1118 году земли Ташир-Дзорагетского царства были присоединены к Грузии и переданы под управление амирспасалару (главнокомандующему военными силами Грузии). После этого грузинские самодержцы на несколько столетий носили также титул царей армян. В 1185 году эти же земли перешли к армянскому княжескому роду Закарянов, о которых средневековый грузинский летописец пишет, «...Соргиса Захарии Мхаргрдзели, сидевшему на месте армянских царей, владетелю Лори». После этого Кюрикяны, укрепившись в крепостях Мацнаберд и Тавуш, сохраняли царский титул вплоть до начала XIII века.

## Памятники архитектуры. Культура
Крупнейшими духовными центрами Ташир-Дзорагетского царства были монастыри Ахпат и Санаин. На территории царства находилась купольная базилика VI века Одзун.

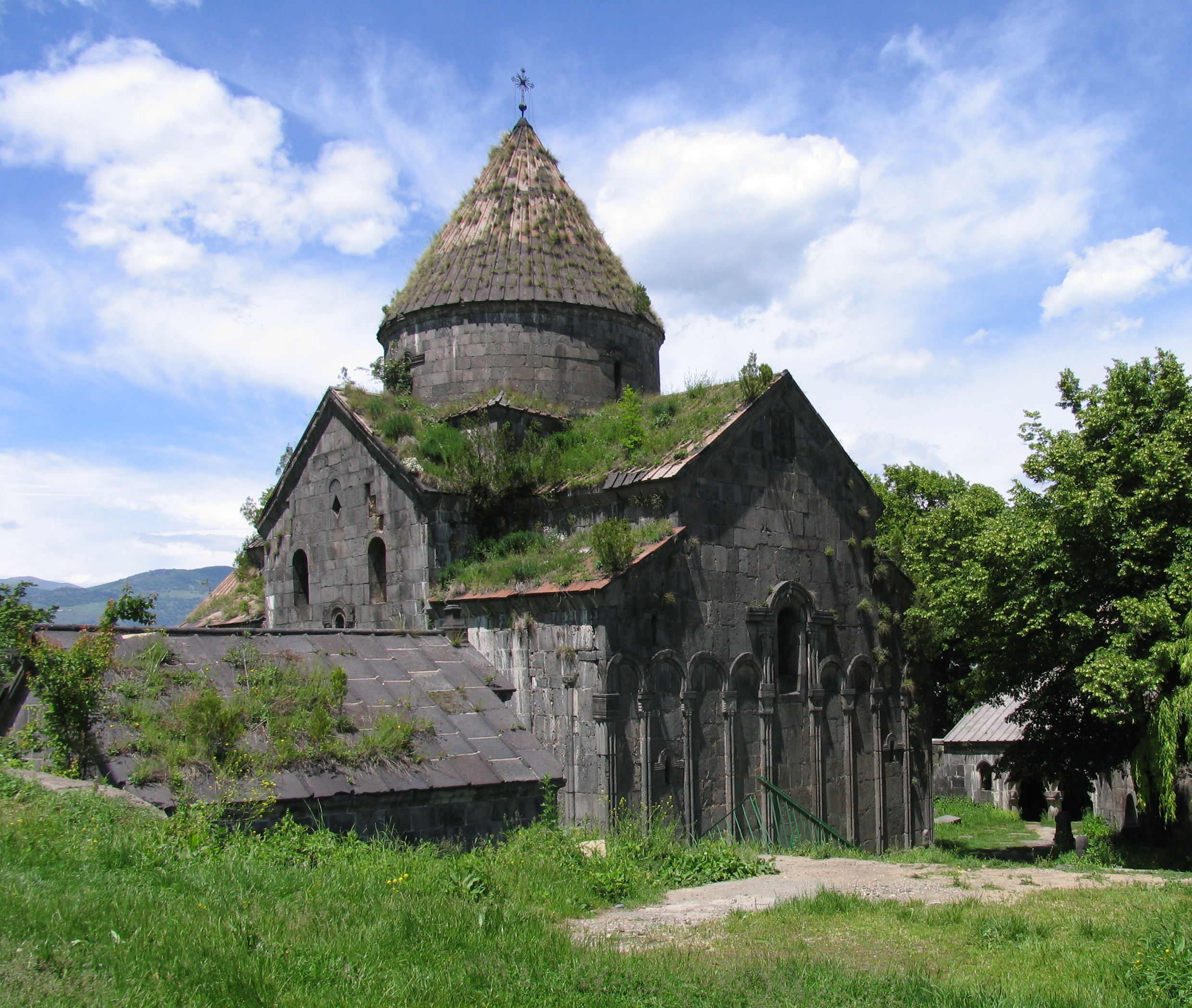
Санаин, 957—966 гг.
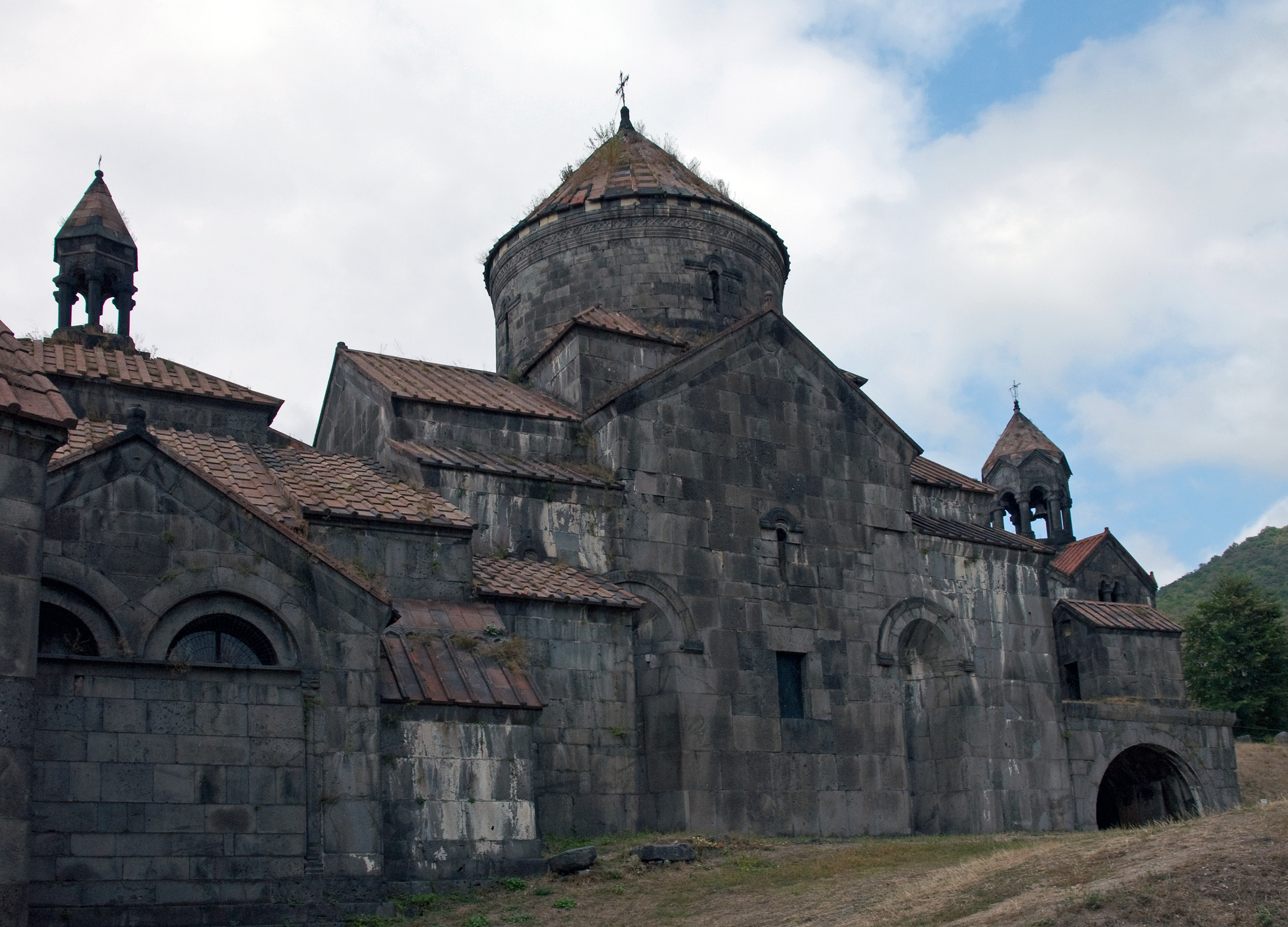
Ахпат, 976—991 гг.
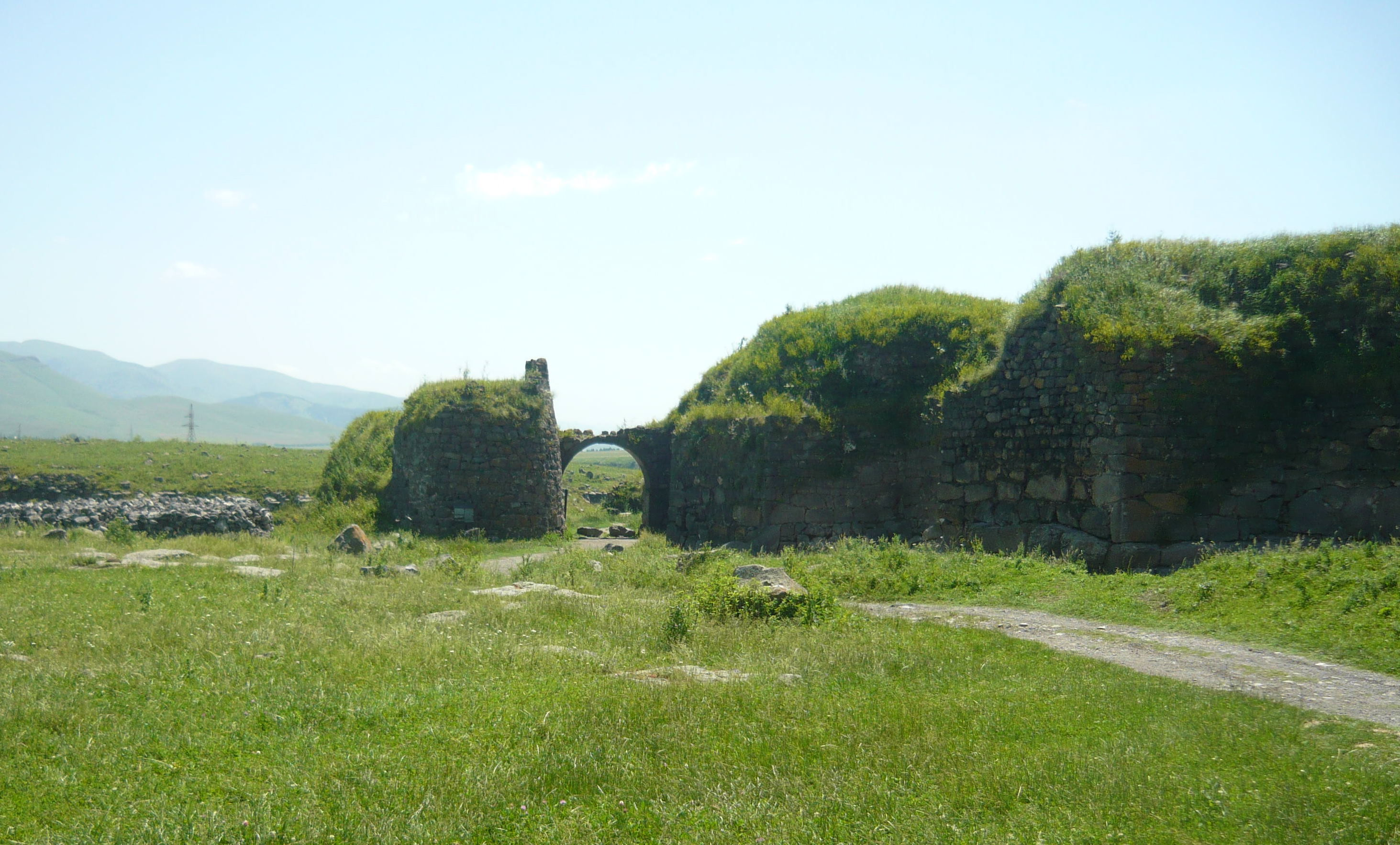
Руины крепости Лори, построенной Давидом I Безземельным

## Правители
- Гурген I (Кюрике) — 978—989 гг.[11]
- Давид I Безземельный — 996 (980[22]) —1048 гг.[23]
- Гурген II (Кюрике II) — 1048—1089 гг.[22][23]
- Абас и Давид (совместно) — около 1090—1145 гг.[23]